# جون فرايبيرج دا كروز
جون فرايبيرج دا كروز (بالسويدية: Johan Friberg da Cruz)‏ هو لاعب كرة قدم سويدي، ولد في 4 يونيو 1986 في غوتنبرغ في السويد. لعب مع غايس غوتنبرغ ونادي ليونغسكايل ونادي هكن.

## وصلات خارجية
- جون فرايبيرج دا كروز على موقع اتحاد السويد (السويدية)
- جون فرايبيرج دا كروز على موقع قاعدة بيانات كرة القدم.إي يو (الإنجليزية)
- جون فرايبيرج دا كروز على موقع Soccerway.com (الإنجليزية)